# Tercera temporada de Supernatural
Aquesta és una llista d'episodis de la tercera temporada de la sèrie Supernatural que està composta per 16 episodis.
Aquesta va començar el 4 d'octubre de 2007 i va finalitzar el 15 de maig de 2008.

## Argument
En els següents capítols (tercera temporada de Supernatural), Sam i Dean han de localitzar a cadascun dels éssers demoníacs que van escapar per la porta que va obrir Azazel abans de morir. A més, conforme transcorre el temps, intentaran descobrir una manera d'evitar que Dean vagi a l'infern a conseqüència de l'intercanvi. En una de les seves experiències, coneixen a Ruby, un dimoni femení que assegura ser l'única criatura capaç de salvar a Dean. Ruby els revela que el «contracte» que conté el pacte demoníac està en poder de Lilith, un dimoni també femení que el objectiu del qual és assassinar Sam, a qui considera com el seu enemic, doncs creu que la destinació d'aquest serà encapçalar una rebel·lió demoníaca que impedirà el seu ascens com la líder absoluta de l'infern. No obstant, i malgrat els seus esforços, Sam i Ruby no aconsegueixen evitar la mort de Dean, l'ànima del qual ha estat portada a l'infern.

## Personatges principals
- Jared Padalecki com Sam Winchester
- Jensen Ackles com Dean Winchester
- Katie Cassidy com Ruby (Supernatural)
- Lauren Cohan com Bela Talbot

## Personatges Recurrents
- Jim Beaver com Bobby Singer
- Alona Tal com Joanna Beth "Jo" Harvelle
- Samantha Ferris com Ellen Harvelle
- Sterling K. Brown com Gordon Walker
- Fredric Lehne, (i diversos actors) com Azazel
- Richard Speight Jr. com el bromista (trickster)
- Nicki Aycox com Meg Master

## Llista d'episodis
| # | Títol original                                              | Emissió original       | Audiència                  | Entitat sobrenatural                   |
| --- | ----------------------------------------------------------- | ---------------------- | -------------------------- | -------------------------------------- |
| 45 (3.1) | The Magnificent Seven (Els set magnífics)                   | 4 d'octubre de 2007    | 2.97 milions d'espectadors | Dimonis (Set pecats cabdals)           |
| Preparant-se davant la possibilitat d'una guerra apocalíptica, Sam i Dean continuen amb la seva enorme tasca d'eliminar els dimonis que han escapat per la porta de l'infern. Amb un sol any de vida Dean decideix viure al màxim i exhibir una actitud despreocupada el que molesta a Sam, qui està intentant buscar un buit legal en el contracte de Dean per salvar-lo. Bobby avisa als germans sobre un avistamet a Nebraska, en resposta a l'avís de Bobby es troben amb 7 dimonis que s'identifiquen cadascun com els 7 pecats cabdals. Mentre Ruby apareix per primera vegada mentre sembla que aguaita a Sam, finalment Ruby ajuda a Sam en una situació desesperada i li salva la vida usant un ganivet capaç de matar dimonis. |                                                             |                        |                            |                                        |
| 46 (3.2) | The Kids Are Alright (Els Nens estan Ben)                   | 11 d'octubre de 2007   | 3.16 milions d'espectadors | Changeling (canviadors)／Dimoni        |
| Dean va a veure a Lisa, una noia amb qui va tenir una relació fa 8 anys. En arribar es troba que ella té un fill de 8 anys anomenat Ben, que podria ser seu. Aviat en aquest poble comencen a ocórrer accidents en els quals els pares dels nois de cada família moren en circumstàncies estranyes i els seus fills deixen de ser els mateixos, cosa similar comença a ocórrer-li a Ben però Dean els salva a temps. |                                                             |                        |                            |                                        |
| 47 (3.3) | Bad day at Black Rock (Mal dia a Black Rock)                | 18 d'octubre de 2007   | 3.03 milions d'espectadors | Pota de conill (Amulet Maleït)         |
| Dean i Sam visiten un dipòsit on el seu pare guardava totes les seves coses, però uns lladres han ingressat al dipòsit i han robat una pota de conill que dona bona sort al que la posseeix, però que quan la perd, la seva sort s'inverteix, causant desgràcies, fin arribar a la mort. En aquest episodi coneixen a Bela Talbot, una astuta lladre i estafadora. |                                                             |                        |                            |                                        |
| 48 (3.4) | Sin City (La Ciutat del Pecat)                              | 25 d'octubre de 2007   | 3.02 milions d'espectadors | Dimonis                                |
| En una ciutat comencen a ocórrer estranys successos, la gent comença a suïcidar-se, Dean i Sam creuen que l'amo d'un bar està darrere de tot això. |                                                             |                        |                            |                                        |
| 49 (3.5) | Bedtime Stories (Contes per dormir)                         | 1 de novembre de 2007  | 3.24 milions d'espectadors | Esperit Venjatiu／Dimoni de la Cruïlla |
| Dean i Sam visiten un poble en el qual estan ocorrent assassinats molt similars als contes de fades. |                                                             |                        |                            |                                        |
| 50 (3.6) | Red Sky at Morning (Cel Vermell en el Matí)                 | 8 de novembre de 2007  | 3.01 milions d'espectadors | Esperit Venjatiu                       |
| A les nits, les persones d'una ciutat comencen a veure un vaixell fantasma al port, i una estona després de l'estrany succés, són assassinats per un estrany home. Dean i Sam decideixen investigar que és el que està passant, però hauran de fer-ho al costat de Bela. |                                                             |                        |                            |                                        |
| 51 (3.7) | Fresh Blood (Sang Fresca)                                   | 15 de novembre de 2007 | 2.88 milions d'espectadors | Vampirs                                |
| Gordon surt de la presó amb l'objectiu de matar a Sam, doncs pensa que està maleït. La nit en la qual troba als dos germans es topen amb un home que està convertint a la gent en vampirs. Després d'una baralla aquest home rapta a Gordon i el converteix en vampir, Gordon aconsegueix escapar i ara vol la sang de Sam i Dean. |                                                             |                        |                            |                                        |
| 52 (3.8) | A Very Supernatural Christmas (Un nadal molt sobrenatural)  | 13 de desembre de 2007 | 3.02 milions d'espectadors | Déus Pagans                            |
| S'acosta el nadal i a les cases un misteriós monstre entra per la xemeneia igual que Santa Claus i captura a una persona de la casa per després menjar-se-la en un ritual pagà. Sam i Dean investiguen que és el que està succeint mentre discuteixen perquè Sam no vol celebrar el nadal aquest any. En el transcurs del capítol Sam recorda un nadal en la qual eren nens i s'assabenta per primera vegada que el seu pare és un caçador de monstres, ell havia pres el seu diari i ho havia llegit d'amagat del seu germà. Al final del capítol aconsegueixen matar als déus pagans i celebren el nadal junts en una habitació del motel on estaven allotjats en aquella ciutat. cal destacar que en els records de Sam l'obsequi que tenia per al seu pare l'hi va regalar a Dean, era un penjoll el qual es veu que Dean encara porta malgrat tots els anys que han passat. |                                                             |                        |                            |                                        |
| 53 (3.9) | Malleus Maleficarum (El Martell de les Bruixes)             | 31 de gener de 2008    | 2.95 milions d'espectadors | Dimonis／Bruixotes                     |
| Dean i Sam investiguen a un grup d'amigues que utilitzen la bruixeria per venjar-se d'altres persones i beneficiar-se. Aviat descobriran que una d'elles és un dimoni i hauran de detenir-lo. Aquesta vegada comptaran amb l'ajuda de Ruby, que també és un dimoni, però diu recordar el que era ser humana doncs va ser aquest mateix dimoni el que la va portar a l'infern per usar la bruixeria i com en capítols anteriors, ajuda als Winchester . |                                                             |                        |                            |                                        |
| 54 (3.10) | Dream a Little Dream of Me (Tingues un petit Somni del meu) | 7 de febrer de 2008    | 2.68 milions d'espectadors | Humà usant Arrel del Somni             |
| Bobby cau en un somni del que no es pot despertar i necessita l'ajuda dels Winchester, els qui descobriran que un estrany noi està darrere de tot això, i que utilitza una arrel africana per ficar-se en els somnis de les altres persones. Mentrestant reben l'ajuda de Bela, qui aprofita per robar-los la Colt. |                                                             |                        |                            |                                        |
| 55 (3.11) | Mystery Spot (Punt misteriós)                               | 14 de febrer de 2008   | 2.97 milions d'espectadors | Trickster                              |
| Sam es desperta al matí i va a una cafeteria a esmorzar amb Dean, mentre que investigaven un cas, van a una espècie de "museu" i l'amo, en veure'ls, treu una arma i mata a Dean, a l'instant el Sam es desperta una altra vegada i s'adona que és el mateix dia, i succeeix exactament el mateix, però aquesta vegada, a Dean l'atropella un cotxe,. Aviat s'adona que està atrapat en una espècie de bucle temporal i sempre que Dean mor torna a ser Dimarts. Torna a despertar moltes vegades, cada vegada Dean mor de diferent forma, però Sam intenta esbrinar què està passant. És llavors quan descobreix que el que està jugant amb ells és el bromista que ells creien haver eliminat. |                                                             |                        |                            |                                        |
| 56 (3.12) | Jus in Bello (Justícia en la Guerra)                        | 21 de febrer de 2008   | 3.23 milions d'espectadors | Dimonis／Lilith                        |
| Sam i Dean entren a l'apartament de Bela per tenir la Colt de tornada, però ella els tendeix un parany amb l'agent Henricksen i són arrestats. Mentre Sam i Deab són tancats en una cel·la a Colorado, un dimoni entra i mata a alguns dels oficials del Xèrif i posseeix a Henricksen. Després que els nois maten al dimoni, l'agent de l'FBI s'adona que estaven dient la veritat i es prepara per alliberar-los, però Ruby s'apareix per advertir-los a Sam i Dean que la presó està envoltada per una banda de dimonis amb un potent líder qui vol a Sam mort. Ruby proposa un pla que inclou matar a una persona verge, però Dean rebutja l'oferta i tria entrar als dimonis per atrapar-los tancant les portes amb sal i que escoltin la veu de Sam en un enregistrament per exorcitzar-los. Després que els germans marxen, una petita nena apareix en l'oficina del Xèrif i pregunta per un tipus alt i un tipus bufó, quan ells van a preguntar el seu nom es revela com Lilith, el dimoni qui vol a Sam mort. Posteriorment mata a tots els de l'edifici. |                                                             |                        |                            |                                        |
| 57 (3.13) | Ghostfacers ! (Encaradores de fantasmes!)                   | 24 d'abril de 2008     | 2.22 milions d'espectadors | Esperit Venjatiu                       |
| Sam i Dean treballen en un cas en el mateix lloc on els nois de Hell Hound's Lair, Ed Zeddmore i Harry Spangler, estan gravant el pilot del seu reality xou "Ghost Facers." Cada any, a mitjanit, un fantasma qui solia ser un conserge en un hospital, portava cadàvers a la seva casa per jugar amb ells, mata persones i porta els seus cossos a la casa Morton per companyia. Els seus esperits romanen atrapats a la casa com les persones que van viure a la casa. Sam i Dean queden atrapats a la casa amb els Ghost Facers i han de descobrir com matar el fantasma abans que els caci un a un. |                                                             |                        |                            |                                        |
| 58 (3.14) | Long Distance Call (Trucada de Llarga Distància)            | 1 de maig de 2008      | 2.63 milions d'espectadors | Crocotta                               |
| Les persones estan tenint trucades telefòniques dels seus éssers estimats morts. Aquests truquen dient-los que se suïcidin. Dean rep una trucada de John (el pare de Dean i Sam Winchester, interpretat per Jeffrey Dean Morgan) i li diu a Dean que ell coneix al dimoni i sap com sortir del contracte que l'enviarà a l'Infern. Sam i Dean discuteixen perquè Sam desconfia de la informació que Dean està rebent del telèfon, però Dean està convençut que és el seu pare i segueix el consell intentant donar-li una oportunitat i tractar de salvar-se. De totes maneres el Crocotta(un dimoni carronyer que atreu a la gent en la foscor dient: "Veniu a mi" i després devora la seva ànima) està usant l'estació de radio per atreure les persones perquè cometin suïcidi i així aconseguir la seva comesa, alimentar-se de l'ànima dels humans. |                                                             |                        |                            |                                        |
| 59 (3.15) | Time is on my Side (El Temps Està del meu Costat)           | 8 de maig de 2008      | 2.55 milions d'espectadors | Immortalitat／Hellhound                |
| Sam convenç a Dean d'anar a Erie, Pennsilvània, per investigar un possible Zombi Però acaben coneixent al Doctor Benton (Billy Drago), un doctor real qui va abandonar el seu treball al 1816 per seguir la seva obsessió de trobar la clau de la vida eterna. Droga a les persones i els treu els seus òrgans interns per reemplaçar els seus. Mentre, Bobby troba on està Bela i Dean deixa a Sam perquè tracti amb el doctor mentre ell confronta a Bela. Bela revela que té un contracte amb Lilith i mor en l'escena final. Mentre, Sam és capturat pel doctor, però Dean l'ajuda a escapar i acaba atrapant al doctor, qui és enterrat viu. |                                                             |                        |                            |                                        |
| 60 (3.16) | No Rest for the Wicked (No hi ha Descans per als Malvats)   | 15 de maig de 2008     | 3.00 milions d'espectadors | Lilith／Dimonis／Hellhound             |
| Quedant només 30 hores perquè el tracte de Dean s'acabi, Sam i Bobby busquen a Lilith, qui té el contracte. Després de localitzar a Lilith en New Harmony (Indiana) Sam crida a Ruby perquè l'ajuda malgrat les protestes de Dean. Decideixen que no poden confiar en ella i li roben el ganivet que mata dimonis i parteixen a New Harmony. Lilith està amb una família mentre usa el cos de la seva petita filla. Sam, Dean i Bobby prenen a Lilith i els seus dimonis en un últim esforç per salvar la vida de Dean. Lilith marxa del cos de la petita nena i pren el cos de Ruby, a esquenes de Sam i Dean. El rellotge arriba a mitjanit, després que Dean està enutjat amb Sam. Dean veu un gos de l'infern i fuig a una habitació de la casa. Ruby li promet que ella pot barallar per ell, demanant-li el ganivet. Dean li diu a Sam que no és Ruby, i barallen. Sam intenta barallar sense cap resultat. Lilith deixa entrar al gos de l'infern, i tira les seves arpes sobre en Dean fins a matar-ho. Lilith pretén matar a Sam, però ell és massa fort per als seus poders. Mentre Sam intenta apunyalar a Lilith, ella deixa el cos, i Sam s'adona que Dean ha marxat. Sam plora sobre el cos mort del seu germà. L'audiència veu a Dean a l'Infern, penjat en ganxos en una xarxa de cadenes, demanant-li ajuda a Sam. |                                                             |                        |                            |                                        |